# Neopseustis archiphenax
Neopseustis archiphenax là một loài bướm đêm thuộc họ Neopseustidae. Nó được Edward Meyrick miêu tả năm 1928. Nó được tìm thấy ở upper Myanmar và the tỉnh Szechuan in Trung Quốc.
Sải cánh dài 26–27 mm.